# Bromocyclohexane
Le bromocyclohexane (aussi appelé en anglais cyclohexyl bromide, abréviation CXB) est un composé organobromé de formule chimique C6H11Br, liquide à la température ambiante.
Il est utilisé pour sa transparence et son indice de réfraction très proche de celui du PMMA ce qui permet de réaliser des suspensions colloïdales quasi-transparentes utilisées entre autres en microscopie confocale. Un mélange de cis-décaline et de CXB peut avoir simultanément le même indice optique et la même densité que le PMMA. Du fait de la permittivité diélectrique basse du CXB, le PMMA se charge. Ces charges de surface peuvent être écrantées par des ions, par exemple du bromure de tétrabutylammonium. Il en résulte une très bonne approximation de sphères dures colloïdales. Un autre désavantage du CXB est qu'il est absorbé par le PMMA et que cette absorption peut être très lente (plusieurs semaines). Ce phénomène est un obstacle majeur à la détermination précise du rayon des colloïdes et donc de leur fraction volumique.